# Кичица
Кичица (црвени кантарион, грозничавче) је назив рода скривеносеменица из фамилије линцура (Gentianaceae), као и најпознатије и најраширеније врсте овог рода на територији Србије - Centaurium erythraea.

## - лековита кичица
Једногодишња или двогодишња зељаста биљка са ружичастим цветовима сакупљеним на врху стабљике у штитасте цвасти (у ранијем стручном називу биљке фигурише опис - лат. umbellatus = штитаст). Из природе се сакупљају, а затим користе управо ти вршни делови у време цветања.
Стабло јој је глатко, четвороугласто, висине до 40 cm. Цвета у периоду од јуна до августа. Цветови су најчешће у нијансама од јарко до тамноцрвене боје. Може се наћи по шумским ливадама или пропланцима, као и на песковитим местима.
Кичица је биљка широког лековитог спектра деловања (лат. centum = стотина; aureum = златник). Садржи еритроцентаурин, етерско уље, шећер, восак и друго. Њено најпознатије дејство је као амаро ароматик (горка дрога) за стимулисање апетита, лучење желудачних и цревних сокова. Сличног је, мада слабијег дејства као линцура. Заједно са пеленом користи се за снижење нивоа шећера у крви код старијих особа, затим код малокрвности, жутице, крварења при јаким упалама испирањем.
Поред чаја, ова биљка се може користити и у виду тинктуре и лековитог вина.